# Nasser Al-Khelaïfi
Nasser bin Ghanim Al-Khelaïfi (Arabisch: ناصر بن غانم الخليفي) (Doha, 12 november 1973) is een Qatari zakenman, voorzitter van beIN Media Group, voorzitter van Qatar Sports Investments, president van Paris Saint-Germain, Qatar Tennis Federation, en vice-president van de Asian Tennis Federation for West Asia. In 2016 werd hij door L'Équipe als "de machtigste man in het Franse voetbal" genoemd en in 2020 werd hij als de meest invloedrijke persoon van het voetbal uitgeroepen door France Football. In 2019 werd hij door de European Club Association gekozen als afgevaardigde bij het comité van de UEFA en werd toen de eerste Aziaat die een UEFA-functie had.

## Privéleven
Al-Khelaïfi werd geboren in Qatar, als een zoon van een parelvisser. Hij studeerde economie aan de universiteit van Qatar en heeft ook een postgraduaat diploma behaald aan de universiteit van Piraeus. Hij is getrouwd en heeft vier kinderen, die allemaal in Qatar wonen. In februari 2012 won hij een Franse 'Sport Business'-prijs en ontving de meeste stemmen.

## Paris Saint-Germain
Nasser Al-Khelaifi werd op 7 oktober 2011 de nieuwe president van Paris Saint-Germain. Hij haalde de oud-voetballer, Leonardo aan als de nieuwe directeur van het voetbal.
Net na zijn aanstelling werd PSG al snel geëlimineerd uit de UEFA Europa League in de poulefase en ook uit beide nationale bekers, waardoor het team slechts $ 130 miljoen kon gebruiken om nieuwe spelers aan te trekken ter verbetering van het elftal.
In het seizoen 2012-2013 won PSG de Ligue 1-titel en ze haalde het ook om de kwartfinales van de UEFA Champions League, dankzij de doelpunten van hun nieuwe spits, Zlatan Ibrahimović. Uiteindelijk verloren ze toch in een gelijkspel tegen Barcelona op uit-doelpunten.
In het seizoen 2013–2014 eindigde PSG opnieuw bovenaan in de Ligue 1 met een recordtotaal van 89 punten. Zo bereikten ze de kwartfinales van de UEFA Champions League, waar ze in totaal weer met een gelijkspel van Chelsea verloren, opnieuw door de uit-doelen.
Voor de laatste keer bereikten ze de UEFA Champions League 2018-2019, waar ze thuis verloren van Manchester United en werden op dezelfde manier als de twee vorige keren, uitgeschakeld door de uit-doelregel.

## Erelijst
Onder bestuur van Nasser Al-Khelaïfi won PSG de volgende prijzen:
Voetbal
- Finalist van de UEFA Champions League in 2020.
- Franse kampioenschap (Ligue 1) in 2013, 2014, 2015, 2016, 2018, 2019,2020,2022,2023 en 2024 (10)
  - Tweede plaats in 2012, 2017 en 2021.
- Coupe de France in 2015, 2016, 2017, 2018, 2020 2021,2024(6)              
  - Finalist in 2019.
- Coupe de la Ligue in 2014, 2015, 2016, 2017, 2018 en 2020. (6)
- Trophée des Champion in 2013, 2014, 2015, 2016, 2017, 2018, 2019   en 2020. (8)

Damesvoetbal
- Finalist van UEFA Women's Champions League in 2015 en 2017.
- Tweede plaats van de Franse kampioenschap (Ligue 1) in 2013, 2014, 2015, 2016, 2018 en 2020.
- Coupe de France in 2018. (1)
  - Finalist in 2014, 2017 en 2020.
- Finalist van de Trophée des Championnes in 2017.

Handbal
- Finalist van de EHF Champions League in 2017.
- Franse kampioenschap in 2013, 2015, 2016, 2017, 2018, 2019, en 2020. (7)
  - Tweede plaats in 2014.
- Coupe de France in 2014, 2015 en 2018. (3)
  - Finalist in 2013 en 2016.
- Coupe de La Ligue in 2017, 2018 en 2019. (3)
  - Finalist in 2016.
- Trophée des Champions in 2014, 2015, 2016 en 2019. (4)
  - Finalist in 2017.

## Tennis
Als tennisprofessional was Nasser El-Khelaïfi na Sultan Khalfan het op en na meest succesvolle lid van het Qatar Davis Cup-team. Hij speelde 43 keer gelijk tussen de jaren 1992 en 2002 en schreef een record van 12-31 in het enkelspel en 12-16 in het dubbelspel. Al-Khelaïfi verscheen twee keer in de Hoofdtour van de Association of Tennis Professionals en verloor telkens in de eerste ronde-wedstrijden in St.-Pölten in 1996 (waar hij verloor van vroegere Franse Open Kampioen Thomas Muster) en in Doha in 2001. Eind 2002 bereikte hij een career-high singles ranking van nr. 995. Hij won ook het GGC Team Tournament.
Nasser is sinds november 2008 voor de tennisfederatie van Qatar. In 2011 werd hij verkozen tot vice-president van de Aziatische tennisfederatie voor West-Azië.

## Rechtszaken
In 2017 heeft de Zwitserse rechtbank een onderzoek tegen Al-Khelaïfi geopend wegens verdenking van particuliere corruptie bij de toewijzing van televisierechten voor WK van 2026 en 2030 voor Noord-Afrika en het Midden-Oosten. In maart 2019 krijgt hij de status van getuige bijgestaan door de Franse Rechtbank.
Mei 2019 werd hij aangeklaagd wegens actieve omkoping in een onderzoek naar de Doha-nominaties voor de Wereldkampioenschappen Atletiek van 2017 en 2019. "Deze feiten gaan hem niet aan", pleit zijn advocaat die van mening is dat hij onschuldig is.
20 februari 2020, wordt Nasser El-Khelaïfi door de justitie aangeklaagd wegens aanzetten tot verzwaard oneerlijk management, in een corruptiezaak waarbij Jérôme Valcke, ex-secretarisgeneraal van de FIFA. hij wordt ervan verdacht om de laatstgenoemde te hebben aangemoedigd om geen onterechte voordelen aan te geven, een villa die op Sardinië die Al-Khelaïfi zou hebben verworven en aan hem ter beschikking zou hebben gesteld om voor beIN Sports televisierechten te verkrijgen van de wereldbekers voetbal 2026 en 2030 voor het Midden-Oosten en Noord-Afrika, de partijen beweren integendeel dat het om een onderhandse regeling gaat. Op 30 oktober 2020 werd hij vrijgesproken.